# 苏斯 (上比利牛斯省)
苏斯（法語：Soues，法語發音：[sus]）是法国上比利牛斯省的一个市镇，位于该省中西部，省会塔布市区东南，属于塔布区。

## 地理
苏斯（43°12'18"N, 0°5'57"E）面积3.9 平方千米，位于法国奧克西塔尼大區上比利牛斯省，该省份为法国西南部内陆省份，北至热尔省，西接大西洋比利牛斯省，南与西班牙接壤，东临上加龙省。
与苏斯接壤的市镇（或旧市镇、城区）包括：塞梅阿克、巴尔巴藏代巴、奥尔格、拉卢贝尔、萨勒阿杜尔、塔布。

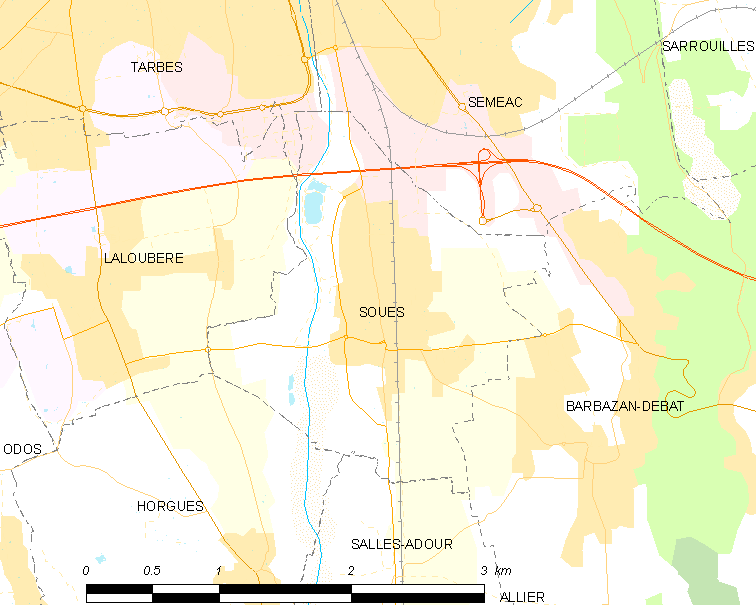
的OSM定位图

苏斯的时区为UTC+01:00、UTC+02:00（夏令时）。

## 行政
苏斯的邮政编码为65430，INSEE市镇编码为65433。

## 政治
苏斯所属的省级选区为欧雷扬县。

## 人口

1962-2008年间人口变化图示

苏斯于2022年1月1日时的人口数量为3000人。